# Le Cauchemar (Füssli, Détroit)
Pour les articles homonymes, voir Cauchemar (homonymie).
Le Cauchemar est un tableau du peintre Johann Heinrich Füssli, conservé, depuis son achat en 1954, au Detroit Institute of Arts.
Depuis son exposition en 1782 à la Royal Academy of Arts de Londres, cette peinture est devenue célèbre ; du fait de cette renommée, Füssli en a peint au moins trois autres versions. 
L'interprétation de l'œuvre a considérablement changé au cours du temps. La toile semble dépeindre simultanément une femme rêvant et le contenu de son cauchemar. L'incube (démon) et la tête de cheval se réfèrent à la croyance et au folklore de l'époque concernant les cauchemars, mais ont des significations plus spécifiques décrites par quelques théoriciens. Des critiques d'art contemporains ont également vu dans le tableau une problématique sexuelle anticipant les idées freudiennes au sujet du subconscient.
De nos jours, le tableau est parfois utilisé pour illustrer la paralysie du sommeil.

## Description et histoire
Le Cauchemar offre simultanément l'image d'un rêve — en dépeignant l'effet du cauchemar sur la femme — et le rêve en image — en représentant symboliquement la vision du sommeil. Le tableau représente une femme en robe de satin blanc, endormie sur un lit, la tête penchée vers le bas. Elle est dominée par un démon (un incube) qui regarde le spectateur. La dormeuse semble sans vie, renversée dans une position qui paraît encourager les cauchemars. Les couleurs claires et brillantes de cette femme sont en opposition aux rouges foncés, jaunes et ocres du fond. Füssli a employé un effet de clair-obscur pour créer des contrastes forts entre la lumière et l'ombre. L'intérieur est à la mode de l'époque, avec une petite table sur laquelle reposent les débris d'un miroir, une fiole et un livre. La salle est décorée, derrière le lit, de rideaux rouges en velours d'où émerge la tête d'un cheval aux yeux argentés. 
Pour les spectateurs contemporains, le tableau évoque le rapport entre, d'une part l'incube et le cheval (une jument) et, d'autre part, les cauchemars. Cette œuvre a probablement inspiré le cauchemar de Mary Shelley qui a donné naissance à son roman, Frankenstein ou le Prométhée moderne. Füssli et ses contemporains voyaient dans cette expérience un rapport avec les croyances folkloriques, comme les contes germaniques au sujet des démons et des sorcières qui possèdent les personnes endormies. Dans ces histoires, des chevaux ou des sorcières rendent visite à des hommes et des femmes réputés avoir des relations sexuelles avec le diable. Cependant, l'étymologie du mot « cauchemar » n'a pas de lien avec les chevaux. En fait, le mot dérive du terme picard mare, emprunté au néerlandais mare (fantôme) qui, dans le folklore scandinave, désigne un type de spectre femelle malveillant, un esprit envoyé pour tourmenter et faire suffoquer les dormeurs. Cependant, le peintre étant suisse et ayant appris l'anglais dans sa jeunesse, on peut considérer la présence de la jument comme un jeu de mots : en anglais, jument se dit mare, nuit se dit night et cauchemar se dit nightmare. La signification première du « cauchemar » est celle d'un dormeur ayant un poids sur le torse combiné avec une paralysie du sommeil, une dyspnée ou un sentiment de crainte. La peinture contient une grande variété d'imagerie liée à ces thèmes, représentant la tête d'une jument et un démon accroupi sur une femme.

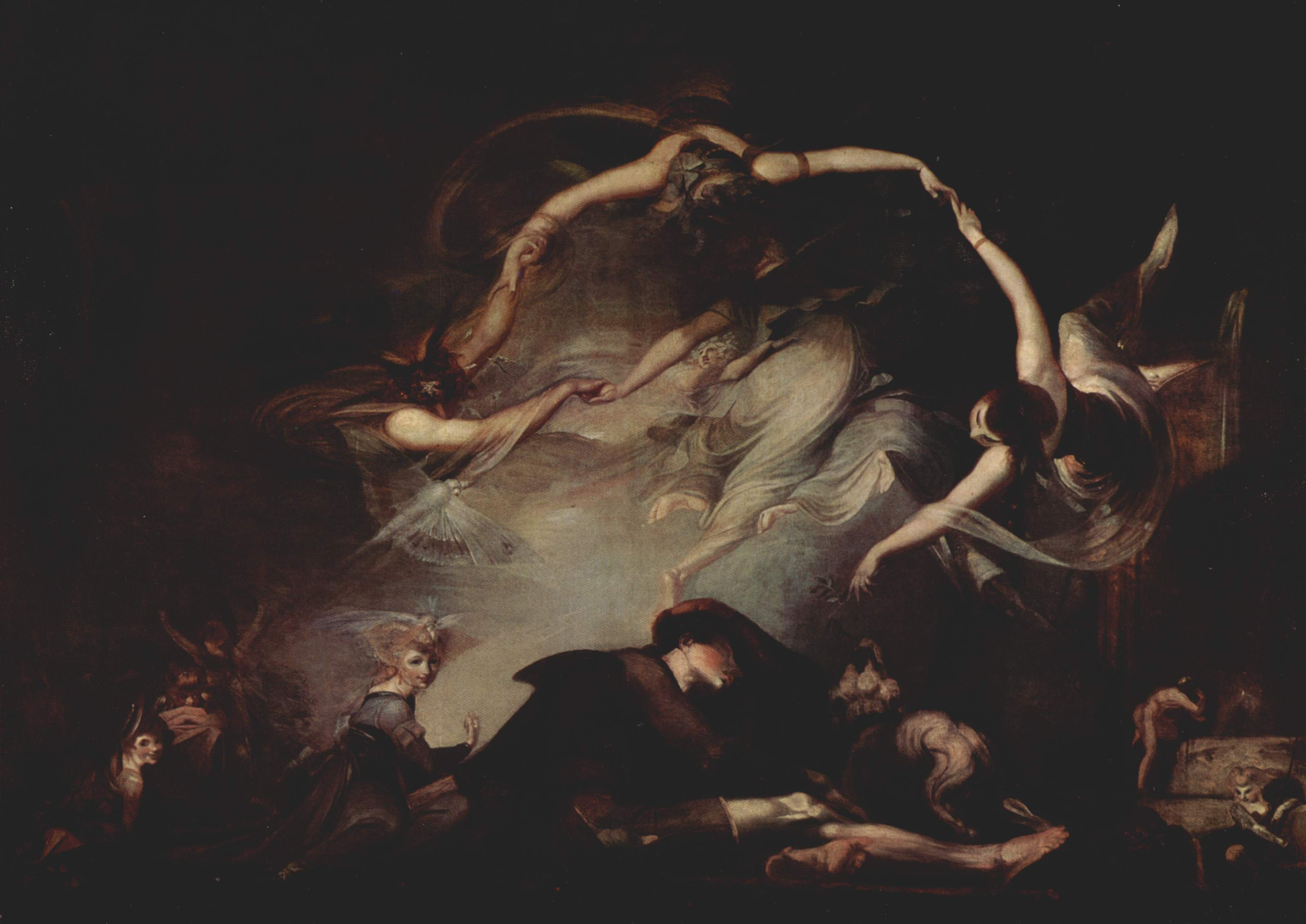
Le Rêve du berger (1798).

Le sommeil et les rêves sont des sujets habituels pour Füssli, même si Le Cauchemar est unique dans son apparente absence de référence à des thèmes littéraires ou religieux. La première peinture connue du peintre, Joseph interprétant les rêves du boulanger et du maître d'hôtel du pharaon[réf. nécessaire] date de 1768. Plus tard, il réalise Le Rêve du berger (1798) inspiré par Le Paradis perdu de John Milton, et Richard III visité par les fantômes (1798) d'après la pièce de Shakespeare. 
Füssli avait de grandes connaissances en histoire de l'art. Pour le critique d'art Nicholas Powell, la position de la femme pourrait venir d'une Ariane exposée au Vatican et le style de l'incube viendrait de figurines trouvées à Sélinonte, un site archéologique en Sicile. La femme pourrait aussi être inspirée du tableau de Giulio Romano, Le Rêve d'Hécube, conservé au palais du Te. Par ailleurs, Füssli a probablement ajouté le cheval après coup puisqu'un des croquis préliminaires réalisé à la craie ne le représente pas. La présence de ce cheval dans le tableau a été interprétée comme un calembour visuel sur le mot « cauchemar » (mare en anglais désignant la jument).
Füssli a peint d'autres versions du tableau en raison du succès du premier. Il en existe au moins trois qui ont survécu. L'une de ces toiles, plus petite que l'original et de format vertical, a été peinte entre 1790 et 1791, et est conservée à la maison de Goethe de Francfort-sur-le-Main. La tête de la femme penche vers la gauche et le démon à oreilles de chat regarde la femme et non l'extérieur. Une autre version se trouve au Frances Lehman Loeb Art Center du Vassar College et une quatrième dans une collection privée.
Cette peinture est accompagnée d'une autre peinture, située au verso de ce tableau, le portrait inachevé d'une femme qui, comme celle du cauchemar, pourrait être Anna Landholdt, selon H. W. Janson (en),.

### Exposition

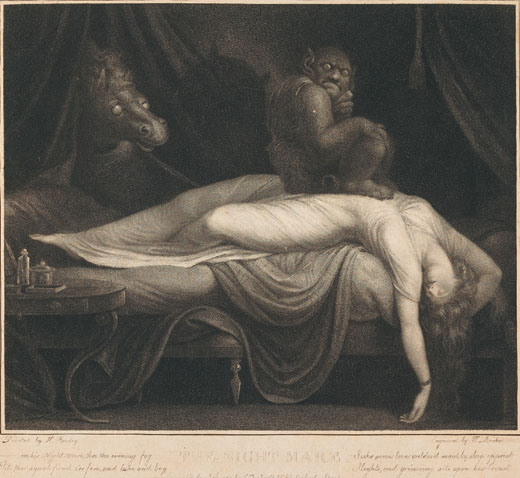
Le Cauchemar, gravure de Thomas Burke, 1783.

Le tableau a été exposé pour la toute première fois à la Royal Academy de Londres en 1782, où il « a suscité… un rare degré d'intérêt », selon John Knowles, le premier biographe de Füssli. L'œuvre est restée très populaire pendant des décennies, ce qui a amené Füssli à peindre d'autres versions du même thème. Il a vendu l'original pour vingt guinées britanniques, une gravure de Thomas Burke reproduisant le tableau a circulé dès janvier 1783, et fait gagner à l'éditeur John Raphael Smith plus de 500 livres sterling. La gravure était sous-titrée par un court poème d'Erasmus Darwin, Cauchemar :

« So on his Nightmare through the evening fog

Flits the squab Fiend o'er fen, and lake, and bog

Seeks some love-wilder'd maid with sleep oppress'd

Alights, and grinning sits upon her breast. »

L'exposition du tableau à la Royal Academy a donné à Füssli et à sa peinture une renommée persistante. L'exposition, qui comptait aussi des œuvres de Füssli sur le thème de Shakespeare, lui permit d'obtenir une commande pour huit tableaux destinés à la galerie Shakespeare de l'éditeur John Boydell.

## Interprétation

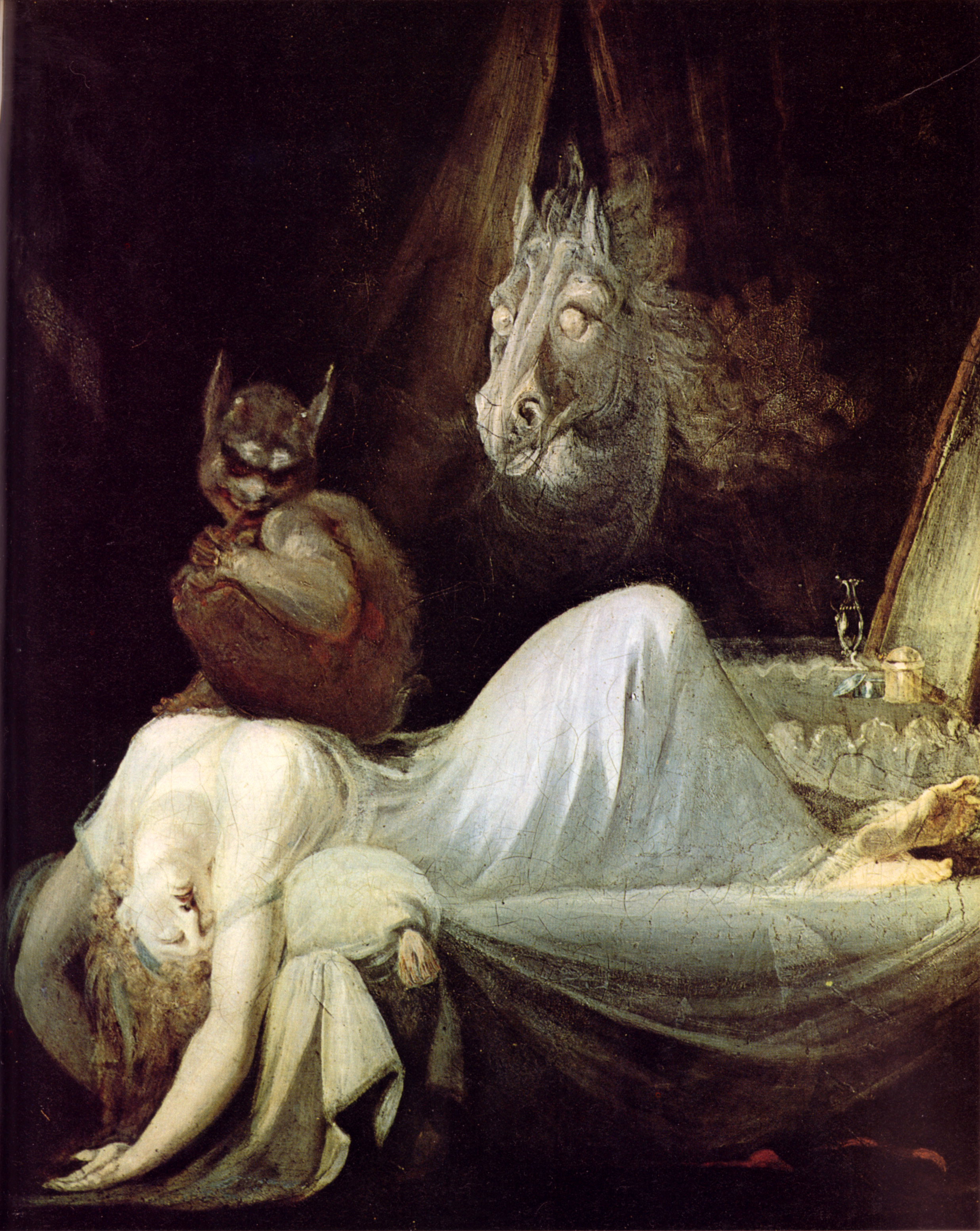
En raison de la popularité de son œuvre, Füssli a peint un certain nombre d'autres versions, dont Le Cauchemar de la maison de Goethe, datant de 1790-1791.

Les critiques contemporains se sont souvent offusqués des thèmes sexuels que le tableau évoque. Quelques années avant de peindre Le Cauchemar, Füssli, alors qu'il voyageait de Rome à Londres, était passionnément tombé amoureux, à Zurich, d'Anna Landholdt, la nièce de son ami Johann Kaspar Lavater, le physiognomoniste suisse. Füssli écrivait à Lavater, en 1779 : 

« La nuit dernière, je l'ai eue dans mon lit — mes mains chaudes et serrées l'étreignaient — son corps et son âme ensemble ont fusionné avec les miens — j'ai déversé mon esprit, mon souffle et ma force en elle. Quiconque la touche maintenant commet l'adultère et l'inceste ! Elle est  mienne, et je suis à elle. Et je l'aurai, j'espère… »

L'amour de Füssli et sa demande en mariage rejetés, Anna avait épousé un ami de la famille peu de temps après. Cette expérience malheureuse a peut-être eu une influence sur Le Cauchemar, possible représentation personnelle de l'amour perdu. L'historien d'art américain H. W. Janson suggère que la femme endormie représente Anna et que le démon serait Füssli lui-même. Au soutien de cette interprétation, il fait état, au dos de la toile, d'un portrait inachevé d'une femme qui pourrait être Anna. 
On a vu aussi, dans la peinture de Füssli, une sublimation des instincts sexuels. Certaines interprétations de cette peinture voient dans le démon un symbole de la libido masculine, l'acte sexuel serait évoqué par l'intrusion du cheval à travers le rideau. Füssli lui-même n'a fourni aucun commentaire sur sa peinture. 
Certains[Qui ?] y voient aussi la représentation d'une paralysie du sommeil, à cause de la présence de l'incube qui oppresse la poitrine de la jeune femme – symptôme récurrent de la paralysie du sommeil, où le dormeur peut avoir l'impression d'étouffer, se retrouver paralysé et avoir des hallucinations visuelles et auditives.[réf. nécessaire]. 

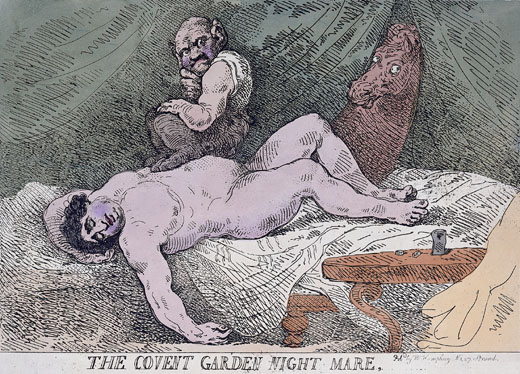
The Covent Garden Night Mare
Thomas Rowlandson (1784)
Gravure à l'eau-forte colorée représentant, de manière satirique et caricaturale, l'homme politique britannique Charles James Fox.

## Influences et postérité
Le Cauchemar a été largement plagié, des parodies du tableau ont été réalisées souvent pour des caricatures politiques, comme ce fut le cas de George Cruikshank, Thomas Rowlandson et d'autres. Dans ces scènes satiriques, l'incube tourmente Napoléon Bonaparte, Louis XVIII, le politicien britannique Charles James Fox ou le premier ministre William Pitt. Dans l'une de ces caricatures, l'amiral Nelson est le démon, et sa maîtresse Emma Hamilton est la femme endormie. Si certains observateurs ont considéré ces parodies comme une manière de se moquer de Füssli, il est plus probable que Le Cauchemar était simplement un support pour caricaturer des personnages.
Comme d'autres tableaux de Füssli, le Cauchemar a influencé des scènes cinématographiques, notamment dans La Marquise d'O… d'Éric Rohmer.